# Конда сир Тринку
Конда сир Тринку (фр. Condat-sur-Trincou) насеље је и општина у југозападној Француској у региону Аквитанија, у департману Дордоња која припада префектури Нонрон.
По подацима из 2011. године у општини је живело 480 становника, а густина насељености је износила 29,02 становника/km². Општина се простире на површини од 16,54 km². Налази се на средњој надморској висини од 143 метара (максималној 208 m, а минималној 104 m).

## Демографија
| 1962. | 1968. | 1975. | 1982. | 1990. | 1999. | 2011. |
| ----- | ----- | ----- | ----- | ----- | ----- | ----- |
| 381   | 386   | 352   | 325   | 376   | 407   | 480   |

График промене броја становника у току последњих година